# Baal-Shamin

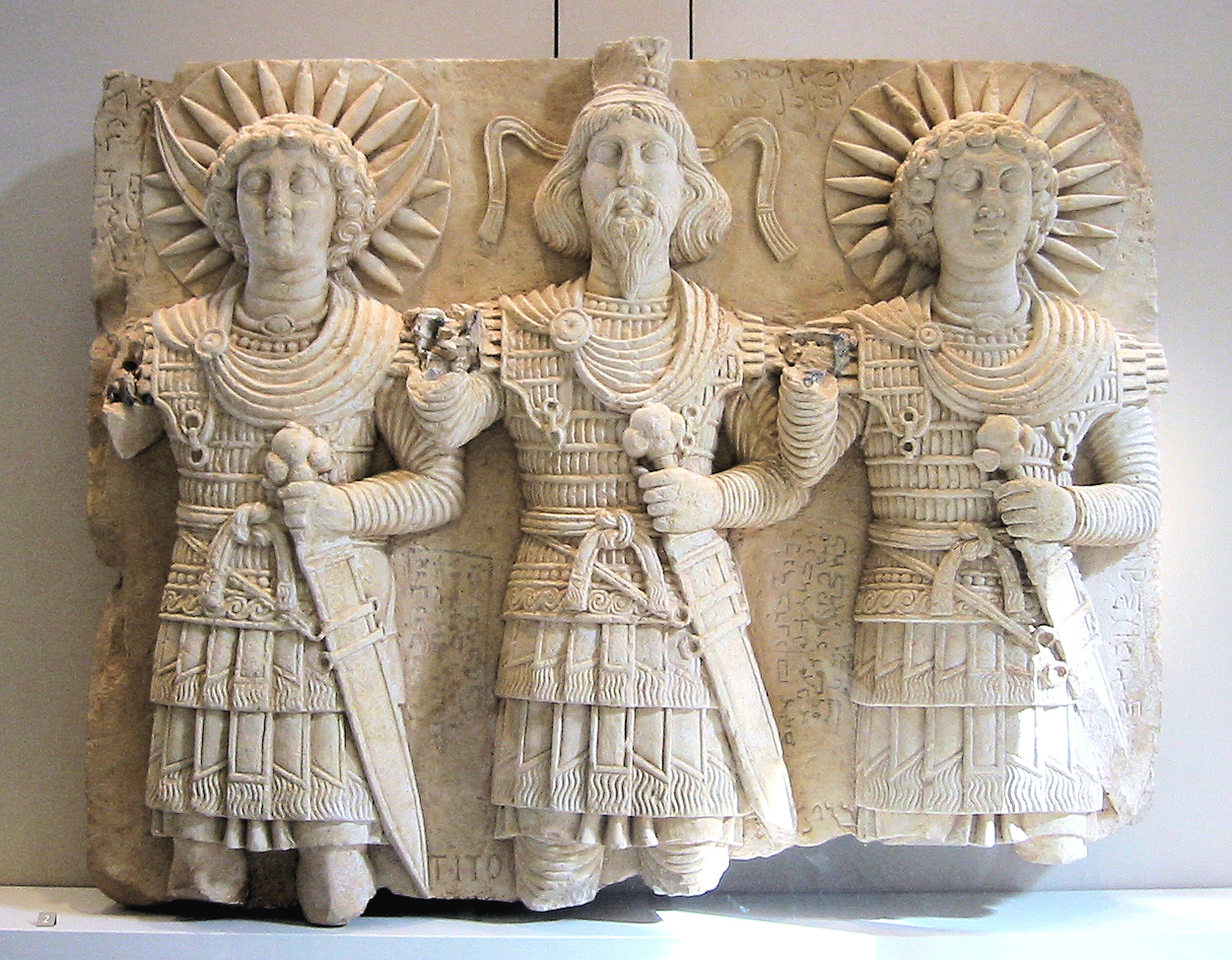
Baal-Shamin, visto no centro.

Baal-Shamin (ܒܥܠ ܫܡܝܢ em aramaico), também conhecido como Beelshamên, era uma divindade suprema e a divindade solar da região de Palmira, na antiga Síria. Seus símbolos são a águia e os raios. "Beel" equivale, ainda, às palavras semitas Baal e Bel, as quais significam "Senhor", e era um nome antigo para Enlil e Marduque.
Baal-Shamin formava uma tríade com a divindade lunar Aglibol e a divindade solar Malakbel (ou Yarhibol).